# Міжнародне телерадіомовлення
Міжнародне телерадіомовлення, Іномовлення — телерадіомовлення, яке орієнтоване на аудиторію в іноземних державах. Для передачі іномовлення використовує довгохвильове, середньохвильове або короткохвильове радіо, а в останні десятиліття також пряме супутникове теле- та інтернет-мовлення.
Цілями міжнародного радіомовлення можуть бути пропаганда, в тому числі релігійна, підтримка контактів з жителями колоній або експатріантами, просвітницька діяльність, підтримка комерційних зв'язків, ствердження міжнародної репутації, сприяння туризму і дружбі між країнами. Служби іномовлення почали з'являтися в 1920-х роках.
Першого березня 2003 року Всесвітня служба іномовлення «Україна і світ» почала супутникове мовлення українською мовою. З 2007 року таке мовлення стало цілодобовим.